# Élections municipales de 2026 dans la Haute-Vienne
Pour un article plus général, voir Élections municipales françaises de 2026.
Les élections municipales dans la Haute-Vienne sont prévues en mars 2026. Cette page ne traite que les communes de 3 000 habitants et plus dans la Haute-Vienne.

## Résultats à l'échelle du département

### Maires sortants et maires élus
| Commune                 | Population (en 2022) | Maire sortant(e)              | Parti | Parti | Maire élu(e) | Parti | Parti |
| ----------------------- | -------------------- | ----------------------------- | ----- | ----- | ------------ | ----- | ----- |
| Aixe-sur-Vienne         | 5 860                | René Arnaud                   |       | PRV   |              |       |       |
| Ambazac                 | 5 565                | Peggy Bariat                  |       | LFI   |              |       |       |
| Bellac                  | 3 569                | Claude Peyronnet              |       | DVG   |              |       |       |
| Condat-sur-Vienne       | 5 208                | Émilie Rabeteau               |       | PS    |              |       |       |
| Couzeix                 | 10 011               | Sébastien Larcher             |       | DVD   |              |       |       |
| Feytiat                 | 6 174                | Laurent Lafaye                |       | PS    |              |       |       |
| Isle                    | 7 915                | Gilles Bégout                 |       | DVG   |              |       |       |
| Limoges                 | 129 754              | Émile Roger Lombertie         |       | DVD   |              |       |       |
| Le Palais-sur-Vienne    | 5 861                | Ludovic Géraudie              |       | PS    |              |       |       |
| Panazol                 | 11 207               | Fabien Doucet                 |       | LR    |              |       |       |
| Rilhac-Rancon           | 4 733                | Nadine Burgaud                |       | PS    |              |       |       |
| Rochechouart            | 3 637                | Anne-Marie Almoster Rodrigues |       | PS    |              |       |       |
| Saint-Junien            | 11 382               | Hervé Beaudet                 |       | DVG   |              |       |       |
| Saint-Léonard-de-Noblat | 4 319                | Alain Darbon                  |       | PS    |              |       |       |
| Saint-Yrieix-la-Perche  | 6 873                | Laurent Goryl                 |       | PS    |              |       |       |
| Verneuil-sur-Vienne     | 4 940                | Pascal Robert                 |       | PS    |              |       |       |

### Résultats en nombre de maires
| Partis       | Partis              | Maires sortants | Maires élus | Évolution |
| ------------ | ------------------- | --------------- | ----------- | --------- |
|              | Parti socialiste    | 8               |             |           |
|              | Divers gauche       | 3               |             |           |
|              | La France insoumise | 1               |             |           |
| Total gauche | Total gauche        | 12              |             |           |
|              | Parti radical       | 1               |             |           |
| Total centre | Total centre        | 1               |             |           |
|              | Divers droite       | 2               |             |           |
|              | Les Républicains    | 1               |             |           |
| Total droite | Total droite        | 3               |             |           |
| Total        | Total               | 16              | 16          | -         |

## Résultats dans les communes de plus de 3 000 habitants

### Aixe-sur-Vienne
- Maire sortant : René Arnaud (PRV)
- 29 sièges à pourvoir au conseil municipal (population légale 2022 : 5 860 habitants)
- 12 sièges à pourvoir au conseil communautaire (CC du Val de Vienne)

| Tête de liste            | Tête de liste | Parti(s) | Nuance | Premier tour | Premier tour | Second tour | Second tour | Sièges | Sièges |
| Tête de liste            | Tête de liste | Parti(s) | Nuance | Voix         | %            | Voix        | %           | CM     | CC     |
| ------------------------ | ------------- | -------- | ------ | ------------ | ------------ | ----------- | ----------- | ------ | ------ |
|                          | René Arnaud,  | PRV      |        |              |              |             |             |        |        |
|                          |               |          |        |              |              |             |             |        |        |
| Exprimés                 |               |          |        |              |              |             |             |        |        |
| Votes blancs             |               |          |        |              |              |             |             |        |        |
| Votes nuls               |               |          |        |              |              |             |             |        |        |
| Total                    | Total         | Total    | Total  |              | 100          |             | 100         | 29     | 12     |
| Absentions               |               |          |        |              |              |             |             |        |        |
| Inscrits / participation |               |          |        |              |              |             |             |        |        |

### Ambazac
- Maire sortante : Peggy Bariat (LFI)
- 29 sièges à pourvoir au conseil municipal (population légale 2022 : 5 565 habitants)
- 9 sièges à pourvoir au conseil communautaire (CC Élan Limousin Avenir Nature)

| Tête de liste | Tête de liste | Parti(s) | Nuance | Premier tour | Premier tour | Second tour | Second tour | Sièges | Sièges |
| Tête de liste | Tête de liste | Parti(s) | Nuance | Voix         | %            | Voix        | %           | CM     | CC     |
| ------------- | ------------- | -------- | ------ | ------------ | ------------ | ----------- | ----------- | ------ | ------ |

### Bellac
- Maire sortant : Claude Peyronnet (DVG), ne se représente pas[3].
- 27 sièges à pourvoir au conseil municipal (population légale 2022 : 3 569 habitants)
- 9 sièges à pourvoir au conseil communautaire (CC Haut-Limousin en Marche)

| Tête de liste | Tête de liste | Parti(s) | Nuance | Premier tour | Premier tour | Second tour | Second tour | Sièges | Sièges |
| Tête de liste | Tête de liste | Parti(s) | Nuance | Voix         | %            | Voix        | %           | CM     | CC     |
| ------------- | ------------- | -------- | ------ | ------------ | ------------ | ----------- | ----------- | ------ | ------ |

### Condat-sur-Vienne
- Maire sortante : Émilie Rabeteau (PS)
- 29 sièges à pourvoir au conseil municipal (population légale 2022 : 5 208 habitants)
- 2 sièges à pourvoir au conseil communautaire (Limoges Métropole)

| Tête de liste            | Tête de liste    | Parti(s) | Nuance | Premier tour | Premier tour | Second tour | Second tour | Sièges | Sièges |
| Tête de liste            | Tête de liste    | Parti(s) | Nuance | Voix         | %            | Voix        | %           | CM     | CC     |
| ------------------------ | ---------------- | -------- | ------ | ------------ | ------------ | ----------- | ----------- | ------ | ------ |
|                          | Émilie Rabeteau, | PS       |        |              |              |             |             |        |        |
|                          |                  |          |        |              |              |             |             |        |        |
| Exprimés                 |                  |          |        |              |              |             |             |        |        |
| Votes blancs             |                  |          |        |              |              |             |             |        |        |
| Votes nuls               |                  |          |        |              |              |             |             |        |        |
| Total                    | Total            | Total    | Total  |              | 100          |             | 100         | 29     | 2      |
| Absentions               |                  |          |        |              |              |             |             |        |        |
| Inscrits / participation |                  |          |        |              |              |             |             |        |        |

### Couzeix
- Maire sortant : Sébastien Larcher (DVD)
- 33 sièges à pourvoir au conseil municipal (population légale 2022 : 10 011 habitants)
- 5 sièges à pourvoir au conseil communautaire (Limoges Métropole)

| Tête de liste            | Tête de liste      | Parti(s) | Nuance | Premier tour | Premier tour | Second tour | Second tour | Sièges | Sièges |
| Tête de liste            | Tête de liste      | Parti(s) | Nuance | Voix         | %            | Voix        | %           | CM     | CC     |
| ------------------------ | ------------------ | -------- | ------ | ------------ | ------------ | ----------- | ----------- | ------ | ------ |
|                          | Sébastien Larcher, | DVD      |        |              |              |             |             |        |        |
|                          |                    |          |        |              |              |             |             |        |        |
| Exprimés                 |                    |          |        |              |              |             |             |        |        |
| Votes blancs             |                    |          |        |              |              |             |             |        |        |
| Votes nuls               |                    |          |        |              |              |             |             |        |        |
| Total                    | Total              | Total    | Total  |              | 100          |             | 100         | 33     | 5      |
| Absentions               |                    |          |        |              |              |             |             |        |        |
| Inscrits / participation |                    |          |        |              |              |             |             |        |        |

### Feytiat
- Maire sortant : Laurent Lafaye (PS)
- 29 sièges à pourvoir au conseil municipal (population légale 2022 : 6 174 habitants)
- 3 sièges à pourvoir au conseil communautaire (Limoges Métropole)

| Tête de liste            | Tête de liste   | Parti(s) | Nuance | Premier tour | Premier tour | Second tour | Second tour | Sièges | Sièges |
| Tête de liste            | Tête de liste   | Parti(s) | Nuance | Voix         | %            | Voix        | %           | CM     | CC     |
| ------------------------ | --------------- | -------- | ------ | ------------ | ------------ | ----------- | ----------- | ------ | ------ |
|                          | Laurent Lafaye, | PS       |        |              |              |             |             |        |        |
|                          |                 |          |        |              |              |             |             |        |        |
| Exprimés                 |                 |          |        |              |              |             |             |        |        |
| Votes blancs             |                 |          |        |              |              |             |             |        |        |
| Votes nuls               |                 |          |        |              |              |             |             |        |        |
| Total                    | Total           | Total    | Total  |              | 100          |             | 100         | 29     | 3      |
| Absentions               |                 |          |        |              |              |             |             |        |        |
| Inscrits / participation |                 |          |        |              |              |             |             |        |        |

### Isle
- Maire sortant : Gilles Bégout (DVG)
- 29 sièges à pourvoir au conseil municipal (population légale 2022 : 7 915 habitants)
- 4 sièges à pourvoir au conseil communautaire (Limoges Métropole)

| Tête de liste            | Tête de liste  | Parti(s) | Nuance | Premier tour | Premier tour | Second tour | Second tour | Sièges | Sièges |
| Tête de liste            | Tête de liste  | Parti(s) | Nuance | Voix         | %            | Voix        | %           | CM     | CC     |
| ------------------------ | -------------- | -------- | ------ | ------------ | ------------ | ----------- | ----------- | ------ | ------ |
|                          | Gilles Bégout, | DVG      |        |              |              |             |             |        |        |
|                          | Cyril Louic    | RN       |        |              |              |             |             |        |        |
|                          |                |          |        |              |              |             |             |        |        |
| Exprimés                 |                |          |        |              |              |             |             |        |        |
| Votes blancs             |                |          |        |              |              |             |             |        |        |
| Votes nuls               |                |          |        |              |              |             |             |        |        |
| Total                    | Total          | Total    | Total  |              | 100          |             | 100         | 29     | 4      |
| Absentions               |                |          |        |              |              |             |             |        |        |
| Inscrits / participation |                |          |        |              |              |             |             |        |        |

### Limoges
- Maire sortant : Émile Roger Lombertie (DVD)
- 55 sièges à pourvoir au conseil municipal (population légale 2022 : 129 754 habitants)
- 37 siège à pourvoir au conseil communautaire (Limoges Métropole)

| Tête de liste | Tête de liste | Parti(s) | Nuance | Premier tour | Premier tour | Second tour | Second tour | Sièges | Sièges |
| Tête de liste | Tête de liste | Parti(s) | Nuance | Voix         | %            | Voix        | %           | CM     | CC     |
| ------------- | ------------- | -------- | ------ | ------------ | ------------ | ----------- | ----------- | ------ | ------ |

### Le Palais-sur-Vienne
- Maire sortant : Ludovic Géraudie (PS)
- 29 sièges à pourvoir au conseil municipal (population légale 2022 : 5 861 habitants)
- 3 sièges à pourvoir au conseil communautaire (Limoges Métropole)

| Tête de liste            | Tête de liste     | Parti(s) | Nuance | Premier tour | Premier tour | Second tour | Second tour | Sièges | Sièges |
| Tête de liste            | Tête de liste     | Parti(s) | Nuance | Voix         | %            | Voix        | %           | CM     | CC     |
| ------------------------ | ----------------- | -------- | ------ | ------------ | ------------ | ----------- | ----------- | ------ | ------ |
|                          | Ludovic Géraudie, | PS       |        |              |              |             |             |        |        |
|                          |                   |          |        |              |              |             |             |        |        |
| Exprimés                 |                   |          |        |              |              |             |             |        |        |
| Votes blancs             |                   |          |        |              |              |             |             |        |        |
| Votes nuls               |                   |          |        |              |              |             |             |        |        |
| Total                    | Total             | Total    | Total  |              | 100          |             | 100         | 29     | 3      |
| Absentions               |                   |          |        |              |              |             |             |        |        |
| Inscrits / participation |                   |          |        |              |              |             |             |        |        |

### Panazol
- Maire sortant : Fabien Doucet (LR)
- 33 sièges à pourvoir au conseil municipal (population légale 2022 : 11 207 habitants)
- 5 sièges à pourvoir au conseil communautaire (Limoges Métropole)

| Tête de liste            | Tête de liste  | Parti(s) | Nuance | Premier tour | Premier tour | Second tour | Second tour | Sièges | Sièges |
| Tête de liste            | Tête de liste  | Parti(s) | Nuance | Voix         | %            | Voix        | %           | CM     | CC     |
| ------------------------ | -------------- | -------- | ------ | ------------ | ------------ | ----------- | ----------- | ------ | ------ |
|                          | Fabien Doucet, | LR       |        |              |              |             |             |        |        |
|                          |                |          |        |              |              |             |             |        |        |
| Exprimés                 |                |          |        |              |              |             |             |        |        |
| Votes blancs             |                |          |        |              |              |             |             |        |        |
| Votes nuls               |                |          |        |              |              |             |             |        |        |
| Total                    | Total          | Total    | Total  |              | 100          |             | 100         | 33     | 5      |
| Absentions               |                |          |        |              |              |             |             |        |        |
| Inscrits / participation |                |          |        |              |              |             |             |        |        |

### Rilhac-Rancon
- Maire sortante : Nadine Burgaud (PS)
- 27 sièges à pourvoir au conseil municipal (population légale 2022 : 4 733 habitants)
- 2 sièges à pourvoir au conseil communautaire (Limoges Métropole)

| Tête de liste            | Tête de liste   | Parti(s) | Nuance | Premier tour | Premier tour | Second tour | Second tour | Sièges | Sièges |
| Tête de liste            | Tête de liste   | Parti(s) | Nuance | Voix         | %            | Voix        | %           | CM     | CC     |
| ------------------------ | --------------- | -------- | ------ | ------------ | ------------ | ----------- | ----------- | ------ | ------ |
|                          | Nadine Burgaud, | PS       |        |              |              |             |             |        |        |
|                          |                 |          |        |              |              |             |             |        |        |
| Exprimés                 |                 |          |        |              |              |             |             |        |        |
| Votes blancs             |                 |          |        |              |              |             |             |        |        |
| Votes nuls               |                 |          |        |              |              |             |             |        |        |
| Total                    | Total           | Total    | Total  |              | 100          |             | 100         | 27     | 2      |
| Absentions               |                 |          |        |              |              |             |             |        |        |
| Inscrits / participation |                 |          |        |              |              |             |             |        |        |

### Rochechouart
- Maire sortante : Anne-Marie Almoster Rodrigues (PS)
- 27 sièges à pourvoir au conseil municipal (population légale 2022 : 3 637 habitants)
- 5 sièges à pourvoir au conseil communautaire (CC Porte Océane du Limousin)

| Tête de liste | Tête de liste | Parti(s) | Nuance | Premier tour | Premier tour | Second tour | Second tour | Sièges | Sièges |
| Tête de liste | Tête de liste | Parti(s) | Nuance | Voix         | %            | Voix        | %           | CM     | CC     |
| ------------- | ------------- | -------- | ------ | ------------ | ------------ | ----------- | ----------- | ------ | ------ |

### Saint-Junien
- Maire sortant : Hervé Beaudet (DVG), ne se représente pas[12].
- 33 sièges à pourvoir au conseil municipal (population légale 2022 : 11 382 habitants)
- 15 sièges à pourvoir au conseil communautaire (CC Porte Océane du Limousin)

| Tête de liste | Tête de liste | Parti(s) | Nuance | Premier tour | Premier tour | Second tour | Second tour | Sièges | Sièges |
| Tête de liste | Tête de liste | Parti(s) | Nuance | Voix         | %            | Voix        | %           | CM     | CC     |
| ------------- | ------------- | -------- | ------ | ------------ | ------------ | ----------- | ----------- | ------ | ------ |

### Saint-Léonard-de-Noblat
- Maire sortant : Alain Darbon (PS)
- 27 sièges à pourvoir au conseil municipal (population légale 2022 : 4 319 habitants)
- 7 sièges à pourvoir au conseil communautaire (CC de Noblat)

| Tête de liste | Tête de liste | Parti(s) | Nuance | Premier tour | Premier tour | Second tour | Second tour | Sièges | Sièges |
| Tête de liste | Tête de liste | Parti(s) | Nuance | Voix         | %            | Voix        | %           | CM     | CC     |
| ------------- | ------------- | -------- | ------ | ------------ | ------------ | ----------- | ----------- | ------ | ------ |

### Saint-Yrieix-la-Perche
- Maire sortant : Laurent Goryl (PS)
- 29 sièges à pourvoir au conseil municipal (population légale 2022 : 6 873 habitants)
- 14 sièges à pourvoir au conseil communautaire (CC du Pays de Saint-Yrieix)

| Tête de liste            | Tête de liste  | Parti(s) | Nuance | Premier tour | Premier tour | Second tour | Second tour | Sièges | Sièges |
| Tête de liste            | Tête de liste  | Parti(s) | Nuance | Voix         | %            | Voix        | %           | CM     | CC     |
| ------------------------ | -------------- | -------- | ------ | ------------ | ------------ | ----------- | ----------- | ------ | ------ |
|                          | Laurent Goryl, | PS       |        |              |              |             |             |        |        |
|                          |                |          |        |              |              |             |             |        |        |
| Exprimés                 |                |          |        |              |              |             |             |        |        |
| Votes blancs             |                |          |        |              |              |             |             |        |        |
| Votes nuls               |                |          |        |              |              |             |             |        |        |
| Total                    | Total          | Total    | Total  |              | 100          |             | 100         | 29     | 14     |
| Absentions               |                |          |        |              |              |             |             |        |        |
| Inscrits / participation |                |          |        |              |              |             |             |        |        |

### Verneuil-sur-Vienne
- Maire sortant : Pascal Robert (PS)
- 27 sièges à pourvoir au conseil municipal (population légale 2022 : 4 940 habitants)
- 2 sièges à pourvoir au conseil communautaire (Limoges Métropole)

| Tête de liste | Tête de liste | Parti(s) | Nuance | Premier tour | Premier tour | Second tour | Second tour | Sièges | Sièges |
| Tête de liste | Tête de liste | Parti(s) | Nuance | Voix         | %            | Voix        | %           | CM     | CC     |
| ------------- | ------------- | -------- | ------ | ------------ | ------------ | ----------- | ----------- | ------ | ------ |